# Pavel Chekov
Pavel Andreivich Chekov è un personaggio immaginario dell'universo fantascientifico di Star Trek. Viene interpretato da Walter Koenig nella serie classica e nei primi sette film del franchise. Koenig inoltre presta la voce al personaggio nella serie animata e in alcuni videogiochi. Il personaggio viene poi ripreso da Anton Yelchin, che lo interpreta nei primi tre film della Kelvin Timeline. Il personaggio è inoltre presente in romanzi, fumetti e opere non canoniche o non afferenti all'universo di Star Trek, come ad esempio Robot Chicken.
Pavel Chekov è un ufficiale della Flotta Stellare che svolge il ruolo di navigatore e, successivamente, di ufficiale tattico sulla plancia della USS Enterprise NCC-1701, sotto il comando di James T. Kirk e di Willard Decker, e della USS Enterprise NCC-1701-A, sempre sotto il comando di Kirk. Ha inoltre svolto il ruolo di primo ufficiale sulla USS Reliant.

## Caratteristiche
Benché nella serie tutte le specie aliene che interagiscono con i personaggi terrestri parlino inglese, Chekov non riesce a perdere il suo accento russo presente nella serie in lingua originale.
Nel doppiaggio italiano l'accento del personaggio è meno marcato ma comunque presente, con l'eccezione del quarto film, ambientato nel XX secolo in cui Chekov, intrufolatosi all'interno della portaerei della marina militare statunitense Enterprise, viene per l'appunto scambiato per una spia sovietica (in una scena dichiara di avere il numero di matricola 656527b).
Un tipico vezzo di Chekov è di attribuire tutte le scoperte alla Madre Russia. Per esempio egli afferma che lo scotch whisky venne inventato da una «vecchia signora di Leningrado».

## Storia del personaggio
Nell'universo di Star Trek, Chekov è ufficiale di rotta e successivamente ufficiale tattico dell'astronave della Flotta Stellare USS Enterprise, nato in Russia. Dal grado di guardiamarina, viene promosso al rango di tenente nel film Star Trek del 1979 e nel corso dei film successivi viene promosso al grado di tenente comandante e, infine, comandante. Nei film Rotta verso l'ignoto è secondo ufficiale (terzo in comando dopo Kirk e Spock) dell'Enterprise.

## Sviluppo
Il creatore di Star Trek, Gene Roddenberry, decise di aggiungere il personaggio nella seconda stagione, in risposta ad un presunto articolo pubblicato dalla Pravda che faceva notare che, pur essendo l'Unione Sovietica capofila dell'esplorazione spaziale, nessun membro dell'equipaggio multinazionale dell'astronave era russo. Altre fonti ritengono che l'articolo citato non sarebbe mai esistito e l'inserimento di un personaggio di origini russe, durante la Guerra fredda rispecchiava gli ideali sull'unità dei popoli di Roddenberry il quale sognava un mondo dove le diversità nazionali e razziali fossero superate e su questo sogno disegnò l'equipaggio dell'Enterprise.
L'attore Walter Koenig riferì che la caratterizzazione del personaggio era ispirata al musicista Davy Jones a cui si dovrebbe il taglio di capelli e il carattere del personaggio.

## Interpreti
Pavel Chekov viene interpretato dall'attore statunitense Walter Koenig, che lo impersona nella serie classica, a partire dall'episodio Il duello (Amok Time) della seconda stagione. Nella prima stagione, infatti, il personaggio non compare. Chekov non comparirà nella successiva serie animata, riapparendo soltanto nel 1979 nel film diretto da Robert Wise Star Trek. Koenig lo impersona ancora nei successivi sei film con l'equipaggio della serie classica, Star Trek II - L'ira di Khan (Star Trek II: The Wrath of Khan, 1982), Star Trek III - Alla ricerca di Spock (Star Trek III: The Search for Spock, 1984), Rotta verso la Terra (Star Trek IV: The Voyage Home, 1986), Star Trek V - L'ultima frontiera (Star Trek V: The Final Frontier, 1989) e Rotta verso l'ignoto (Star Trek VI: The Undiscovered Country, 1991). È di nuovo nei panni di Chekov nel cortometraggio Star Trek Adventure (1991) e nel primo film con l'equipaggio di The Next Generation, Generazioni (film) (Star Trek: Generations, 1994). Walter Koenig è di nuovo nell'uniforme di Chekov in alcune webserie fanfiction: in un episodio della Star Trek: New Voyages (2006), nel film fanfiction Star Trek: Renegades (2015) e in Star Trek: Of Gods and Men (2007).
Koenig presta inoltre la voce al personaggio in un episodio della serie podcast Starship Excelsior (2016) e nei videogiochi del franchise Star Trek 25th Anniversary (1992), Star Trek: Judgment Rites (1993), Generations (1997), Star Trek: Starfleet Academy (1997), Starfleet Academy: Chekov's Lost Missions (1998), Star Trek: Shattered Universe (2003) e Star Trek Online (2010).
Nei tre film della Kelvin Timeline, Star Trek (2009), Into Darkness - Star Trek (Star Trek Into Darkness, 2013) e Star Trek Beyond (2016), Pavel Chekov è interpretato dall'attore russo naturalizzato statunitense Anton Yelchin, che gli presta inoltre la voce nel videogioco Star Trek (2013). L'attore è morto il 19 giugno 2016 in un incidente automobilistico e, dopo aver confermato il quarto film, il regista J. J. Abrams ha dichiarato che l'attore non sarebbe stato sostituito e di conseguenza il personaggio di Chekov non sarebbe comparso nel nuovo film.
Nell'episodio del 2009 della quarta stagione della serie animata Robot Chicken, Two Weeks Without Food, Pavel Chekov viene inoltre doppiato dall'attore Agostino Castagnola, che nel medesimo episodio presta la voce anche al personaggio di James T. Kirk.

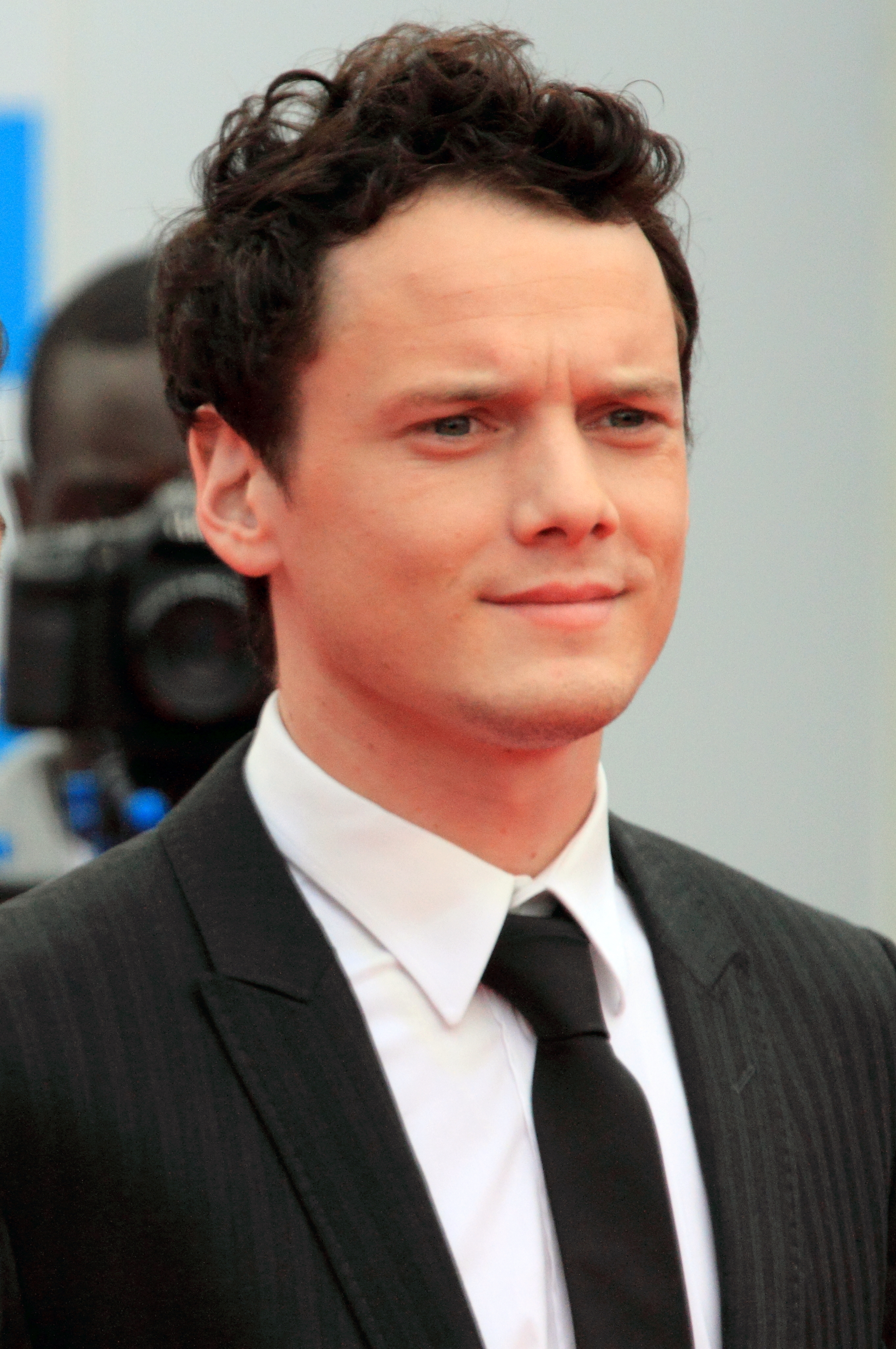
Anton Yelchin, interprete di Pavel Chekov nella Kelvin Timeline

## Accoglienza
Nel 2018, TheWrap ha posizionato Chekov al 21º posto su 39 in una classifica dei personaggi principali del franchise di Star Trek prima di Star Trek: Discovery. Nel 2016, Chekov è stato classificato come il 30º personaggio più importante della Flotta Stellare nell'universo fantascientifico di Star Trek dalla rivista Wired, su 100 personaggi.
Sempre nel 2018, CBR. ha classificato Chekov come il 22º miglior membro della Flotta Stellare.

## Filmografia

### Cinema
- Star Trek (Star Trek: The Motion Pictures), regia di Robert Wise (1979)
- Star Trek II - L'ira di Khan (Star Trek II: The Wrath of Khan), regia di Nicholas Meyer (1982)
- Star Trek III - Alla ricerca di Spock (Star Trek III: The Search for Spock), regia di Leonard Nimoy (1984)
- Rotta verso la Terra (Star Trek IV: The Voyage Home), regia di Leonard Nimoy (1986)
- Star Trek V - L'ultima frontiera (Star Trek V: The Final Frontier), regia di William Shatner (1989)
- Rotta verso l'ignoto (Star Trek VI: The Undiscovered Country), regia di Nicholas Meyer (1991)
- Star Trek Adventure - cortometraggio (1991)
- Generazioni (film) (Star Trek: Generations), regia di David Carson (1994)
- Star Trek, regia di J.J. Abrams (2009)
- Into Darkness - Star Trek (Star Trek Into Darkness), regia di J.J. Abrams (2013)
- Star Trek Beyond, regia di Justin Lin (2016)

### Televisione
- Star Trek - serie TV, 36 episodi (1967-1969)
- Star Trek: New Voyages - webserie, episodio 1x02 (2006)
- Star Trek: Of Gods and Men - webserie (2007)
- Robot Chicken - serie TV, episodio 4x08 (2009)
- Star Trek: Renegades, regia di Tim Russ - webmovie (2015)

## Radio
- Starship Excelsior - serie podcast, episodio 4x13 (2016)

## Giochi

### Videogiochi
- Star Trek 25th Anniversary (1992)
- Star Trek: Judgment Rites (1993)
- Generations (1997)
- Star Trek: Starfleet Academy (1997)
- Starfleet Academy: Chekov's Lost Missions (1998)
- Star Trek: Shattered Universe (2003)
- Star Trek Online (2010)
- Star Trek (2013)
- Star Trek Fleet Command (2018)